# Angelo Panzetta
Angelo Raffaele Panzetta (ur. 26 sierpnia 1966 w Pulsano) – włoski duchowny katolicki, arcybiskup Crotone-Santa Severina w latach 2019-2024, arcybiskup koadiutor Lecce w latach 2024-2025, arcybiskup metropolita Lecce od 2025. 

## Życiorys
Święcenia kapłańskie otrzymał 14 kwietnia 1993 i został inkardynowany do archidiecezji Taranto. Był m.in. sekretarzem arcybiskupim, dyrektorem kurialnego i regionalnego wydziału ds. duszpasterstwa rodzin, ojcem duchownym seminariów w Taranto (Poggio Galeso) i Molfetcie, a także przełożonym Instytutu Teologicznego Apulii.
7 listopada 2019 papież Franciszek mianował go arcybiskupem Crotone-Santa Severina. Sakry udzielił mu 27 grudnia 2019 arcybiskup Filippo Santoro.
28 sierpnia 2024 ten sam papież przeniósł go na urząd arcybiskupa koadiutora Lecce. 
18 czerwca 2025 papież Leon XIV prekonizowal go arcybiskupem metropolitą Lecce. Paliusz otrzymał z rąk papieża Leona XIV w dniu 29 czerwca 2025.